# Пиренейский тритон
Пиренейский тритон (лат. Calotriton asper) — вид амфибий из рода (лат. Calotriton) отряда хвостатых земноводных. Ранее данный вид относили к роду Euproctus.

## Описание
Общая длина животных от 11 до 16 сантиметров. Тело приплюснутое, с плоской головой и туловищем. Глаза небольшие. Кожа грубая, с большим количеством бородавковидных образований. Цвет кожи варьируется от коричневого до чёрного. Вдоль позвоночника на спине имеются желтоватые пятна, иногда в виде непрерывной полосы. Окраска брюха от жёлто-оранжевого до красного, при этом у самцов более яркая, чем у самок.

## Образ жизни
Пиренейский тритон обитает в Пиренеях (Франция, Испания, Андорра) в основном в высокогорных районах на высоте от 1500 до 2000 метров над уровнем моря, иногда до 2550 метров.
В качестве среды обитания животные предпочитают чистые горные ручьи и озёра с температурой воды около 11 градусов по Цельсию.